# Депутатський клуб «Парламент»
Депутатський клуб «Парламент» — громадська організація в місті Києві. Клуб покликаний сприяти утвердженню демократичних принципів в українському суспільстві, підвищенню авторитету Верховної Ради України. Клуб сприяє розвитку ділових та особистих контактів між представниками політичної та бізнес-еліти країни.
Членство у клубі надає можливості тісного спілкування членів Клубу з народними депутатами України, іншими представниками суб'єктів законодавчої ініціативи.

## Задекларовані стратегічні завдання
Стратегічні завдання Клубу:
- Підвищення прозорості та ефективності процесу законотворчості.
- Активізація зворотного зв'язку Верховної Ради України з іншими гілками влади, діловими колами, громадськими організаціями, представниками науки і культури.
- Розробка пропозицій стосовно внесення до законодавчих документів доповнень та змін, що сприяли б економічному розвиткові галузей народного господарства.
- Моніторинг чинного законодавства та законопроєктів з окремих економічних напрямів відповідно до завдань, поставлених Координаційною Радою.
- Максимальне сприяння створенню позитивного іміджу України та її політичної і бізнес-еліти на міжнародній арені.
- Встановлення різнобічних контактів членів Клубу з представниками споріднених організацій при парламентах іноземних країн.

## Видавничі проєкти
Клуб видає журнал «Народний депутат», який виходить з серпня 2004 року і спрямовує свою діяльність на досягнення порозуміння депутатів усіх рівнів, органів державної влади з представниками громадськості, бізнесу, на розвиток міжпарламентських зв’язків.